# Phare de l'île Magdalena
Le phare de l'île Magdalena  est un phare situé sur  l'île Magdalena dans le détroit de Magellan au Chili.
Il est géré par le Service hydrographique et océanographique de la marine chilienne dépendant de la Marine chilienne. 
Le phare est classé Monument national du Chili depuis 1976.

## Généralités
Construit par George Léger, le phare est mis en service en 1902. La maison du gardien, attachée à la tour, est blanche avec un toit rouge. Elle est également un centre d'accueil du parc national avec des gardiens résidents. L'île qui abrite une importante colonie de manchots de Magellan, se voit fréquemment visitée par des touristes. Le phare est situé sur une île éponyme au milieu du détroit à environ 40 km au nord-est de Punta Arenas. Le site est administré par le Monument naturel Los Pingüinos. Le phare est ouvert au public.

## Description
Le phare  est une tour cylindrique en fonte, avec une galerie et une lanterne de 13 m de haut. La tour est peinte en blanc avec une large bande rouge et le dôme de la lanterne est rouge. Il émet, à une hauteur focale de 19 m, un bref éclat blanc de 0.5 seconde par période de 10 secondes. Sa portée est de 10 milles nautiques (environ 19 km).
Identifiant : ARLHS : CHI-031 - Amirauté : G1428 - NGA : 111-2448 .

## Caractéristique dufeu maritime
Fréquence : 10 secondes (W)
- Lumière : 0.5 seconde
- Obscurité : 9.5 secondes